# Castello di Castelrosi
Il castello di Castelrosi è un complesso architettonico situato nel comune di Buonconvento, in provincia di Siena.

## Storia
La parte più antica di questo castello risale al XIII secolo quando era un fortilizio della Repubblica di Siena che controllava la Via Cassia e la Valle dell'Ombrone. Dopo gravi danni subiti all'inizio del Trecento dagli uomini di Uguccione della Faggiola, fu di proprietà dell'Ospedale di Santa Maria della Scala di Siena. Nella seconda metà del XV secolo fu trasformato in villa, al centro di una fattoria tuttora esistente, da Andrea Piccolomini, nipote del Papa Pio II. All'inizio del XVIII secolo Castelrosi passa in proprietà del Capitolo del Duomo di Siena fino all'unità d'Italia, quando viene acquistato dalla famiglia che ne mantiene tuttora la proprietà.

## Descrizione
All'inizio del XX secolo Castelrosi è stato oggetto di una profonda trasformazione in stile neogotico su progetto dell'architetto Vittorio Mariani, che impiantò anche il parco e il piccolo giardino all'italiana.
Caratteristica è l'antica torre ottagonale, sopraelevata nell'ultima trasformazione, alla base della quale si trova la cappella.
Al castello è annesso un campo da tennis in terra battuta costruito nel 1933.